# Chino antiguo
El chino antiguo, también denominado chino arcaico en las obras antiguas, es la etapa más antigua registrada del idioma chino (más exactamente de las lenguas siníticas), y el ancestro lingüístico de todas las variedades del chino modernas. El periodo en el que se habló chino antiguo varía según diferentes especialistas. Algunos lo limitan al inicio del periodo Zhou, basándose en la disponibilidad de evidencia documental de la fonología; otros incluyen la totalidad del periodo Zhou, y a menudo hasta el final del periodo periodo Shang con las primeras pruebas de escritura, mientras que otros incluyen los periodos Qin y Han posteriores. Los primeros ejemplos de chino antiguo son inscripciones adivinatorias en huesos oraculares de alrededor de 1250 a. C., al final de la dinastía Shang. Las inscripciones en bronce se hicieron abundantes durante el siguiente periodo, la dinastía Zhou. En la última parte del periodo Zhou floreció la literatura, incluyendo obras clásicas como las Analectas, Mencio y la Crónica de Zuo. Estas obras sirvieron de modelo para la literatura china (o chino clásico), que permaneció como estándar de escritura hasta los inicios del siglo XX, por lo que se conservó el vocabulario y la gramática del chino antiguo. Geográficamente se limitaba en gran medida a la Llanura del Norte de China y regiones limítrofes.
El chino antiguo se escribía con una versión inicial de los caracteres chinos, en la que cada carácter representaba una palabra monosilábica. Aunque no es una escritura alfabética, la mayoría de los caracteres fueron creados adaptando un carácter de una palabra de sonido similar. Los lingüistas han usado la información fonética de esta escritura y la rima de la poesía antigua para reconstruir la fonología del chino antiguo, que corresponde aproximadamente al periodo de la Dinastía Zhou Occidental, en el inicio del primer milenio a. C.
Aunque muchos de los detalles permanecen inciertos, la mayoría de los lingüistas están de acuerdo en que el chino antiguo difiere del chino medio en la carencia de obstruyentes retroflexivas y palatales, pero tiene grupos consonánticos iniciales de alguna clase, y consonantes nasales sordas y líquidas. La mayoría de las reconstrucciones describen al chino antiguo como una lengua no tonal, pero con grupos consinánticos al final de las sílabas que se transformarían en las distinciones tonales del chino medio.
La mayoría de los investigadores trazan el origen del núcleo del vocabulario del chino antiguo hasta el sino-tibetano, con muchos préstamos tempranos de las lenguas vecinas.
Durante el periodo Zhou el vocabulario monosilábico original se incrementó con palabras polisilábicas formadas mediante composición y reduplicación. También se han identificaco varios afijos derivativos. Sin embargo la lengua carece de inflexión, por lo que indica la relación gramatical usando el orden de las palabras y partículas gramaticales.

## Clasificación
El chino medio y sus vecinos meridionales las tai-kadai, las hmong–mien y la rama viética de las lenguas austroasiáticas tienen sistemas tonales similares, estructura silábica y características gramaticales similares, y carecen de inflexión, pero se cree que estas son características zonales extendidas por difusión más que indicar una descendencia común.
La hipótesis más ampliamente aceptada es que el chino pertenece a la familia de lenguas sino-tibetanas, junto al birmano, tibetano y otras lenguas habladas en el Himalaya y el macizo del sureste asiático.
Las pruebas consisten en unos cientos de cognados, entre los que se incluye vocabulario básico como el siguiente:
| Significado | Chino antiguo | Tibetano antiguo | Birmano antiguo |
| ----------- | ------------- | ---------------- | --------------- |
| 'yo'        | 吾 *ŋa        | ṅa               | ṅā              |
| 'tú'        | 汝 *njaʔ      |                  | naṅ             |
| 'no'        | 無 *mja       | ma               | ma              |
| 'dos'       | 二 *njijs     | gñis             | nhac < *nhik    |
| 'tres'      | 三 *sum       | gsum             | sumḥ            |
| 'cinco'     | 五 *ŋaʔ       | lṅa              | ṅāḥ             |
| 'seis'      | 六 *C-rjuk    | drug             | khrok < *khruk  |
| 'sol'       | 日 *njit      | ñi-ma            | niy             |
| 'nombre'    | 名 *mjeŋ      | myiṅ < *myeŋ     | maññ < *miŋ     |
| 'oreja'     | 耳 *njəʔ      | rna              | nāḥ             |
| 'junta'     | 節 *tsik      | tshigs           | chac < *chik    |
| 'pez'       | 魚 *ŋja       | ña < *ṅʲa        | ṅāḥ             |
| 'amargo'    | 苦 *kʰaʔ      | kha              | khāḥ            |
| 'matar'     | 殺 *srjat     | -sad             | sat             |
| 'veneno'    | 毒 *duk       | dug              | tok < *tuk      |

Aunque la relación se propuso por primera vez a principios del siglo XIX ahora es aceptada en forma generalizada, y la reconstrucción de la familia sino-tibetana está mucho más desarrollada que familias como la indoeuropea o la austronesias.
Aunque el chino antiguo es de lejos el primer miembro confirmado de la familia, su escritura logográfica no indica claramente la pronunciación de las palabras.
Otras dificultades son la gran diversidad de lenguas, la carencia de inflexión en muchas de ellas, y los efectos del contacto entre lenguas.
Además muchas de las lenguas minoritarias se hablan en zonas montañosas difíciles de investigar por ser zonas fronterizas sensibles.
Las consonantes iniciales suelen corresponder según el punto y modo de articulación, pero la voz y aspiración son mucho menos regulares, los prefijos varían entre los idiomas. Algunos investigadores creen que ambos fenómenos reflejan la pérdida de las sílabas menores. El proto-tibeto-birmano según lo reconstruyeron Benedict y Matisoff carece de distinciones por aspiración en las consonantes oclusivas y fricativas iniciales. La aspiración en el chino antiguo a menudo se corresponde con las consonantes preiniciales del tibetano y las lenguas lolo-búrmicas, y se cree que es una innovación china surgida de los primeros prefijos. El proto-sino-tibetano se ha reconstruido con un sistema de seis vocales como en las reconstrucciones recientes del chino antiguo, distinguiéndose de las lenguas tibetano-birmanas que funden la vocal central media *-ə- con la *-a-. Las otras vocales se conservan en ambas, con alguna alteración entre la *-e- y la *-i-, y entre la *-o- y la *-u-.

## Historia
| Línea de tiempo del chino antiguo y textos existentes |                                                                                     |
| c. 1250 a. C.                                         | - Shang tardío - escritura en huesos oraculares - inscripciones aisladas            |
| c. 1046 a. C.                                         | - Zhou occidental - inscripciones en bronce - antiguos Shu, Poemas, I Ching         |
| 771 A. C.                                             | - Período de las Primaveras y Otoños - Anales, Shu tardío - inscripciones de bronce |
| 476 A. C.                                             | - Período de los Reinos Combatientes - textos chinos clásicos - textos excavados    |
| 221 A. C.                                             | - Unificación Qin                                                                   |

Los registros más antiguos de los que se tiene conocimiento del idioma chino fueron encontrados en Yinxu cerca de la ciudad moderna de Anyang identificada como la última capital de la dinastía Shang, y se remontan al año 1250 A. C. Los mismos consisten de escritura en huesos oraculares, breves inscripciones talladas en caparazones de tortuga y en escápulas de bueyes con propósitos adivinatorios, como también unas pocas y breves inscripciones en bronce. El idioma utilizado corresponde indudablemente a una forma primitiva de chino, pero es difícil de interpretar por lo escaso del material y la elevada proporción de nombres propios. Solo ha sido identificado con certeza la mitad de los 4.000  caracteres utilizados. Se sabe poco sobre la gramática de este idioma, pero parecería mucho menos dependiente de partículas gramaticales que el chino clásico.
Desde comienzos de la dinastía Zhou Occidental, hacia el 1000 a. C., los textos más importantes existentes son inscripciones en bronce, muchas de ellas  de extensión considerable. Textos pre-clásicos aún más extensos sobre un amplio rango de temas también han sido transmitidos mediante la tradición literaria. Las partes más antiguas del Clásico de historia, el Clásico de poesía y el I Ching también se remontan a comienzos del periodo Zhou, y se asemejan en gran medida a las inscripciones en bronce por su vocabulario, sintaxis y estilo.  Se ha identificado una mayor proporción de este vocabulario más variado en comparación con el vocabulario del período oracular.
Los cuatro siglos que precedieron a la unificación de China en 221 A. C. (el Período de las Primaveras y Otoños y los Reinos Combatientes) constituyen el periodo clásico chino en sentido estricto.  Existen muchas inscripciones en bronce de este periodo, pero las mismas son ampliamente superadas por la rica literatura escrita en tinta sobre tablillas de bambú y (hacia fines del periodo) sobre seda. Si bien estos son materiales perecederos, y muchos libros fueron destruidos en la Quema de libros y sepultura de intelectuales durante la dinastía Qin, otros textos se han transmitido mediante copias. Obras de este periodo tales como las Analectas, el Clásico de la piedad filial, el Mencio y el Zuo Zhuan han sido admirados desde la dinastía Han como modelos del estilo en prosa. El chino clásico de dichas obras constituye la base del chino literario, que permaneció como estándar de la escritura culta hasta comienzos del siglo XX.

## Escritura

Escritura sobre hueso oracular de la dinastía en una escápula de buey.

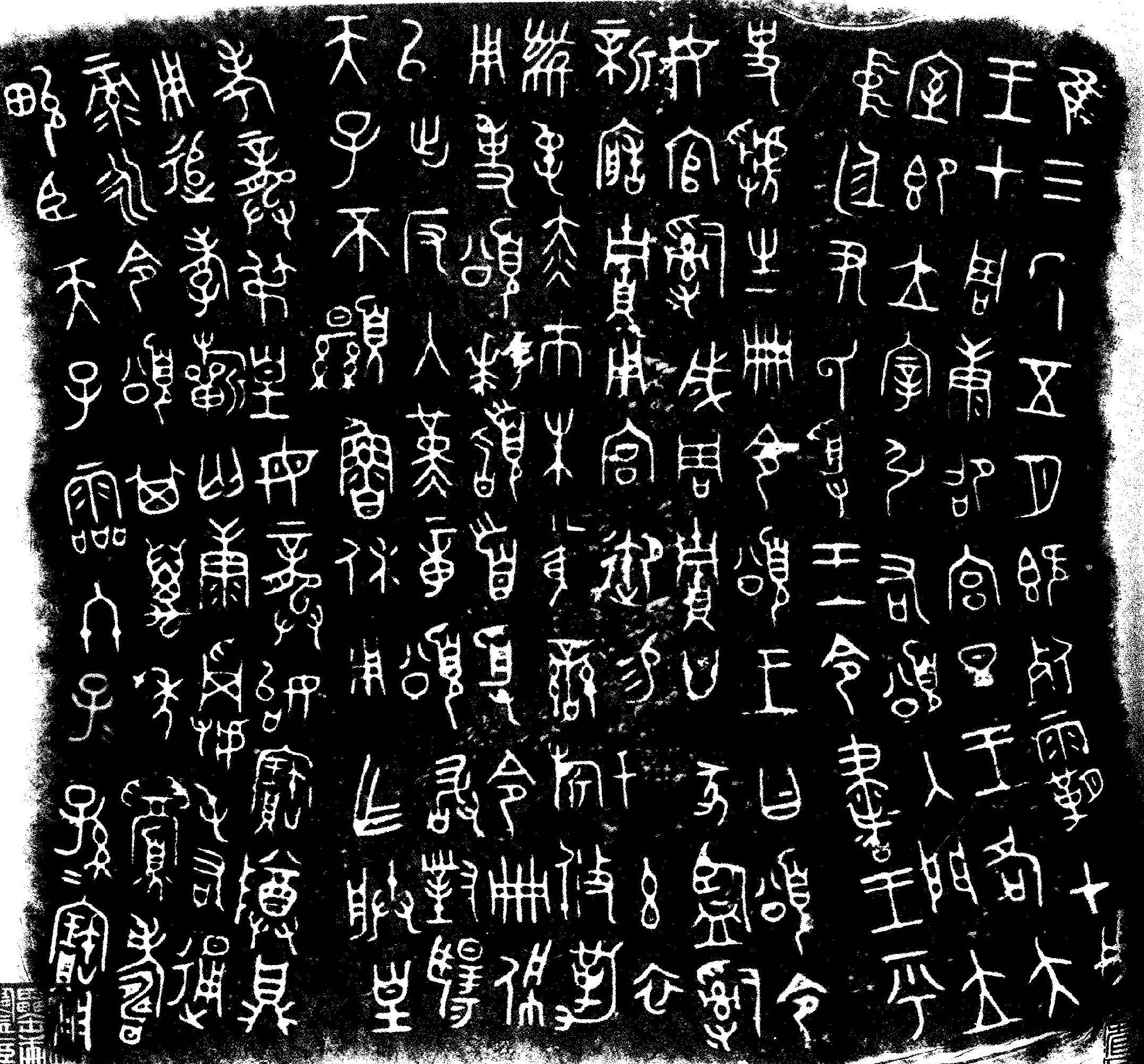
Impresión en tinta de una inscripción en bronce de alrededor del 825 a. C.

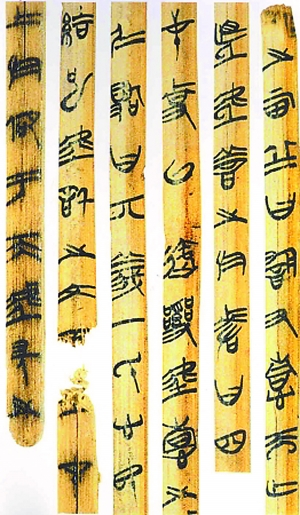
Escritura mediante sellos en tablillas de bambú de los Reinos Combatientes.

Cada carácter de la escritura representa una sola palabra del chino antiguo. La mayoría de los expertos creen que estas palabras eran monosilábicas, aunque recientemente se ha sugerido que una minoría de ellas tenían presílabas menores. El desarrollo de estos caracteres siguieron las mismas tres etapas que los jeroglíficos egipcios, la escritura cuneiforme y la escritura maya.
Algunas palabras podían representarse por dibujos (más tarde estilizados) como 日 rì 'sol', 人 rén 'persona' y 木 mù 'árbol, madera', por símbolos abstractos como 三 sān 'tres' y 上 shàng 'arriba', o por composición de símbolos como 林 lín 'bosque' (dos árboles).
Alrededor de 1.000 de los caracteres de los huesos oraculares, cerca de un cuarto del total, son de este tipo, aunque 300 de ellos todavía no han sido descifrados.
Aunque el origen pictográficos de estos caracteres es evidente, ya han sufrido una gran simplificación y  estandarización.
Versiones evolucionadas de la mayoría de estos caracteres todavía se usan en la actualidad.
Después, palabras que no pueden ser reprentadas pictográficamente, como térmios abstractos y partículas gramaticales, que fueron representadas tomando prestados los signos pictográficos de palabras de sonido similar (estrategia pictograma):
- La palabra lì 'temblar' originalmente se escribía con el carácter 栗 de lì «castaña».[52]
- El pronombre y la partícula modal qí se escribía con el carácter 其 que originalmente representaba a jī «cesta de aventar».[53]

A veces el carácter prestado se modificaría ligeramente para diferenciarlo del original, como 毋 wú «no», que deriva de 母 mǔ «madre».
Posteriormente los préstamos fonéticos fueron sistemáticamente desambiguados mediante la adición de indicadores semánticos, generalmente añadidos a la palabra menos común:
- La palabra lì «temblar» posteriormente se escribió con el carácter 慄, formado añadiendo el símbolo ⺖, una variante de 心 xīn «corazón».[52]
- La palabra original pero poco común jī «cesta de aventar» pasó a escribirse con el compuesto 箕, obtenido al añadir el símbolo 竹 zhú «bambú» al carácter.[53]

Estos caracteres compuestos fonosemánticos se usaron abundantemente en los huesos oraculares, y la gran mayoría de los caracteres creados desde entonces han sido de este tipo.
En el Shuowen Jiezi, un diccionario recopilado en el siglo II, el 82% de los 9.353 caracteres se clasificaron como compuestos fonosemánticos.
A la luz de la moderna comprensión de la fonología del chino antiguo, los investigadores ahora creen que la mayoría de los caracteres originalmente clasificados como compuestos semánticos también tenían una naturaleza fonética.
Estos descubrimientos ya estaban presentes en la escritura de los huesos oraculares, lo que posiblemente implica que hubo un significativo periodo de desarrollo anterior a esas inscripciones.
Esto supondría que antes se escribió sobre materiales perecederos, como sugiere la aparición en los huesos oraculares del carácter 册 cè «registros».
Se cree que el carácter representa tablillas de bambú o madera atadas juntas con tiras de cuero, un soporte de escritura conocido por descubrimientos arqueológicos posteriores.
El desarrollo y la simplificación de la escritura continuó durante los periodos preclásico y clásico. Los caracteres se fueron haciendo cada vez menos pictográficos y más linales y regulares, y los trazos redondeados se fueron reemplazando por angulosos.
La lengua desarrolló palabras compuestas, por lo que los caracteres pasaron a representar morfemas, aunque casi todos los morfemas podían usarse también como palabras independientes.
Cientos de morfemas de dos o más sílabas se introdugeron también en el idioma, y se escribieron con un carácter fonosemántico compuesto por cada sílaba.
Durante el Periodo de los Reinos Combatientes, la escritura se generalizó más, y se produjeron más simplificaciones y variaciones, especialmente en los reinos del este.
Una escritura más conservadora predominó en el reino occidental Qin, que posteriormente impondría su estándar de escritura a toda China.

## Fonología
La fonología del chino antiguo ha sido reconstruida a partir de diversas fuentes, incluyendo la fonología de los caracteres chinos, la rima del Clásico de poesía y la pronunciación de las lecturas del chino medio en obras como el Qieyun, un diccionario de pronunciación y rima publicado en 601 d. C.
Aunque muchos detalles están todavía en discusión, las formulaciones recientes presentan un consenso general en cuanto a los aspectos centrales.
Por ejemplo, las consonantes iniciales reconocidas por Li Fang-Kuei y William Baxter se proporcionan a continuación, con añadidos de Baxter (principalmente conjeturas) dadas entre paréntesis:
|                         |           | Labial | Dental | Dental | Palatal | Velar | Velar  | Laríngea | Laríngea |
| plana                   | sibilante | Labial | plana  | labial | Palatal | plana | labial |          |          |
| ----------------------- | --------- | ------ | ------ | ------ | ------- | ----- | ------ | -------- | -------- |
| Oclusiva or africada    | sorda     | *p     | *t     | *ts    |         | *k    | *kʷ    | *ʔ       | *ʔʷ      |
| Oclusiva or africada    | aspirada  | *pʰ    | *tʰ    | *tsʰ   |         | *kʰ   | *kʷʰ   |          |          |
| Oclusiva or africada    | sonora    | *b     | *d     | *dz    |         | *ɡ    | *ɡʷ    |          |          |
| Nasal                   | sorda     | *m̥     | *n̥     |        |         | *ŋ̊    | *ŋ̊ʷ    |          |          |
| Nasal                   | sonora    | *m     | *n     |        |         | *ŋ    | *ŋʷ    |          |          |
| Lateral                 | sorda     |        | *l̥     |        |         |       |        |          |          |
| Lateral                 | sonora    |        | *l     |        |         |       |        |          |          |
| Fricativa o aproximante | sorda     |        | (*r̥)   | *s     | (*j̊)    |       |        | *h       | *hʷ      |
| Fricativa o aproximante | sonora    |        | *r     | (*z)   | (*j)    |       |        | (*ɦ)     | (*w)     |

Se han propuesto varios grupos iniciales, especialmente los grupos de la *s- con otras consonantes, pero esta área permanece incierta.
Bernhard Karlgren y muchos otros estudiosos postulan las medias *-r-, *-j- y la  combinación *-rj- para explicar las consonantes retroflejas y las palatales obstruyentes del chino medio, como también muchos de los contrastes de sus vocales.
La *-r- es aceptada generalizadamente. Sin embargo, si bien la distinción indicada por *-j- es universalmente aceptada, su realización como un giro palatal ha sido cuestionado en varios puntos, y se han usado una variedad de diferentes interpretaciones en las reconstrucciones recientes.
Las reconstrucciones desde la década de 1980 normalmente proponen seis vocales: Los diptongos de Li *ia y *ua corresponden a *e y *o respectivamente, mientras que la *iə de Li se convierte en *i o *ə en contextos diferentes.
| *i | *ə | *u |
| *e | *a | *o |

Opcionalmente las vocales podían ir seguidas por las mismas codas como en el chino medio: un giro *-j o *-w, una nasal *-m, *-n o *-ŋ, o una oclusiva *-p, *-t o *-k. Algunos académicos admiten una coda labiovelar *-kʷ.
La mayoría de los académicos ahora creen que el chino académico carecía de los tonos que se encuentran en las etapas posteriores del idioma, pero tenía las post-codas optativas *-ʔ y *-s, que se desarrollaron en el chino medio alzando o variando los tonos respectivamente.

## Gramática
Se sabe muy poco sobre la gramática del lenguaje de los períodos Oracular y pre-Clásico, ya que a menudo los textos son de carácter ritual o exprexiones, y gran parte de su vocabulario no ha sido descifrado. En contraposición, la rica literatura del Periodo de los Reinos Combatientes ha sido estudiada en profundidad. Al carecer de inflexión, el chino antiguo dependía en gran medida del orden de las palabras, las partículas gramaticales y el propio tipo de palabras.

### Tipos de palabras
La clasificación de las palabras del chino antiguo no siempre es unívoca, ya que no están marcadas por función, los tipos de palabras se solapan, y palabras de un tipo a veces pueden usarse en funciones normalmente reservadas a otro. La tarea es más difícil con los textos escritos que lo que sería para hablantes del chino antiguo, porque la morfología derivativa a menudo queda escondida tras el sistema de escritura. Por ejemplo, el verbo *sək «bloquear» y el nombre derivado *səks «frontera» ambos se escribían con el mismo carácter 塞.
Los pronombres muestran una gran variedad de formas en textos de chino antiguo, posiblemente a las variaciones dialectales.
Hay dos grupos de pronombres de primera persona:
1. *ljaʔ 予, *lja 余, *ljə 台 y *lrjəmʔ 朕
2. *ŋa 吾 y *ŋajʔ 我

En las inscripciones de los huesos oraculares, el pronombre *l- es usado por el rey para referirse a sí mismo, y la forma *ŋ- para el pueblo Shang en su conjunto.
Esta distinción prácticamente desaparece en textos posteriores, y las formas *l- desaparecieron durante el periodo clásico.
En el periodo post-Han, 我 empezó a usarse como el pronombre de primera persona generalizado.
Como pronomobres de segunda persona se usaban *njaʔ 汝, *njəjʔ 爾, *njə 而, *njak 若.
Las formas 汝 y 爾 continuaron usándose de maneera intercambiable hasta su sustitución por la variante noroccidental 你 (en mandarín moderno nǐ) en el periodo Tang.
Sin embargo, en algunos dialectos min el pronombre de segunda persona deriva de la forma 汝.
Las distinciones de caso estaban particularmente marcadas entre los pronombres de tercera persona.
No había ningún pronombre de tercera persona para el sujeto, pero *tjə 之, originalmente un demonstrative distante, pasó a usarse como promombre objeto de tercera persona en el periodo clásico.
El pronombre posesivo originalmente era *kjot 厥, y fue reemplazado en el periodo clásico por *ɡjə 其.
El periodo post-Han, 其 pasó a usarse como el pronombre de tercera persona generalizado.
Sobrevivió en algunos dialectos wu, pero fue reemplazado por varias otras formas en los demás lugares.
Había pronombres demostrativos e interrogativos, peron no había pronombres indefinidos como «nadie» o «nada».
Los pronombres distributivos se formaban con el sufijo *-k:
- *djuk 孰 «el cual» a partir de *djuj 誰 «quien»;
- *kak 各 «cada uno» a partir de *kjaʔ 舉 «todos»;
- *wək 或 «alguno» a partir de *wjəʔ 有 «hay»;
- *mak 莫 «ninguno» a partir de *mja 無 «no hay».

Como en los idiomas modernos, se pueden situar localizadores (arriba, abajo) tras los nombres para indicar las posiciones relativas.
También pueden preceder a los verbos para indicar la dirección de la acción. Los nombres que indican tiempo pertenecen a otro tipo especial (palabras temporales). Suelen anteceder al sujeto para especificar el tiempo de la acción. Sin embargo, los clasificadores, tan característicos del chino moderno, no se hicieron comunes hasta el periodo Han y las Dinastías meridionales y septentrionales posteriores.
Los verbos del chino antiguo, como su homólogo moderno, no presentaban tiempo ni aspecto, que se indican mediante adverbios y partículas si era necesario. Los verbos pueden ser transitivos o intransitivos. Como en el idioma moderno, los adjetivos eran un tipo especial de verbo intransitivo, y unos pocos verbos transitivos también podían ejercer esta función como auxiliares modales o como preposiciones.
Los adverbios describen el alcance de las afirmaciones o las diversas relaciones temporales. Entre ellos se incluían dos familias de negativos que empiezan por *p- y *m-, como *pjə 不 y *mja 無. Las variedades septentrionales modernas derivan del negativo normal de la primera familia, mientras que las variedades del sur conservaron el de la segunda. El lenguaje no contó con adverbios de grado hasta finales del periodo clásico.
Las partículas son palabras funcionales que sirven para varios propósitos. Como en el idioma moderno, hay partículas de final de sentencia que marcan el imperativo y las preguntas sí/no. Otras partículas de final de sentencia expresan una variedad de connotaciones, siendo las más importantes *ljaj 也, que expresa inmovilidad, y *ɦjəʔ 矣, que implica cambio. Otras partículas son el indicador de subordinación *tjə 之 y las partículas que sustantivan *tjaʔ 者 (agente) y *srjaʔ 所 (objeto).
Las conjunciones podían unir nombres o frases.

### Estructura de las frases
Como en el chino moderno y el español, las frases del chino antiguo estaban conformadas por un subjeto (parte del nombre, a veces sobreentendido) seguido por un predicado, que puede ser verbal o nominal.
Antes del período clásico, los predicados nominales consistían en una partícula copulativa *wjij 惟 seguida de una frase nominal, como en el siguiente ejemplo:
| 予    | 惟    | 小      | 子     |
| *ljaʔ | *wjij | *sjewʔ  | *tsjəʔ |
| Yo    | ser   | pequeño | niño   |

«Yo soy una persona joven» (Clásico de historia 27, 9)
La cópula negativa *pjə-wjij 不惟 está registrada en las inscripciones de los huesos auriculares, posteriormente fusionada como *pjəj 非.
En el periodo clásico, los predicados nominales se construían con la partícula de final de frase *ljaj 也 en lugar de la cópula 惟, pero 非 se mantuvo como una forma negativa, con la cual 也 era optativa:
| 其   | 至     | 爾     | 力      | 也     | 其   | 中      | 非    | 爾     | 力      | 也     |
| *ɡjə | *tjits | *njəjʔ | *C-rjək | *ljajʔ | *ɡjə | *k-ljuŋ | *pjəj | *njəjʔ | *C-rjək | *ljajʔ |
| su   | llegar | tú     | fuerza  | PF     | su   | centro  | no    | tú     | fuerza  | PF     |

«Que alcances depende de tu fuerza, pero que aciertes no depende de tu fuerza.» (Mencio 10.1/51/13)
El verbo copulativo 是 shì del chino literario y moderno data del periodo Han.
En chino antiguo la palabra era similar al demostrativo «este».
Como en el chino moderno, pero a diferencia de las lenguas tibeto-birmanas, el orden básico de las palabras de una frase era Sujeto verbo objeto:
| 孟子          | 見    | 梁      | 惠    | 王    |
| *mraŋs-*tsəjʔ | *kens | *C-rjaŋ | *wets | *wjaŋ |
| Mencio        | ver   | Liang   | Hui   | rey   |

«Mencio vio al rey Hui de Liang.» (Mencio 1.1/1/3)
Además de la inversión para enfatizar, hay dos excepciones a esta regla: un pronombre objeto de una frase negativa o un pronombre interrogativo objeto se situarían antes del verbo:
| 歲      | 不   | 我    | 與      |
| *swjats | *pjə | *ŋajʔ | *ljaʔ   |
| año     | no   | me    | esperar |

«Los años no esperan por nosotros.» (Analectas 17.1/47/23)
Una frase de un nombre adicional podría situarse antes del sujeto para servir de tema. Como en el idioma moderno, las preguntas sí/no se formaban añadiendo una partícula de final de la frase, y solicitar información se hacía sustituyendo el pronombre interrogativo por el elemento solicitado.

### Modificadores
En general, los modificadores del chino antiguo precedían a las palabras que modificaban. Por ello las oraciones de relativo se situaban antes del nombre, normalmente marcadas por la partícula *tjə 之 (en un papel similar al de 的 del chino moderno:
| 不   | 忍      | 人      | 之   | 心      |
| *pjə | *njənʔ  | *njin   | *tjə | *sjəm   |
| no   | padecer | persona | REL  | corazón |

«... el corazón que no puede padecer las aflicciones de otros.» (Mencio 3.6/18/4)
Un ejemplo común de esta construcción era la modificación adjetival, ya que los adjetivos del chino antiguo eran un tipo de verbos (igual que en el chino moderno), pero 之 generalmente se omitía tras los adjetivos monosilábicos.
De forma similar, los modificadores adverbiales, incluyendo varias formas de negación, generalmente se sitúan antes del verbo. Como en el chino moderno, los complementso circunstanciales de tiempo se ponen o al principio de la frase o antes del verbo, dependiendo de su alcance, mientras que los complementos de duración se sitúan detrás del verbo. Los complementos circunstanciales de lugar y de instrumento generalmente se ponían detrás del predicado. Estos se desplazaron después a la posición anterior al verbo, como en el idioma moderno.

## Vocabulario
La mejora en la comprensión de la fonología del chino antiguo ha permitido estudiar los orígenes de las palabras chinas (en lugar de los caracteres mediante los cuales estaban escritas).
La mayoría de los estudiosos consideran que el núcleo del vocabulario se remonta a un idioma ancestral sino-tibetano, con préstamos más modernos de los idiomas vecinos.
La opinión tradicional es que el chino antiguo era una lengua aislada, sin inflexión ni derivación, pero ahora se ha aclarado que las palabras pudieron formarse por afijación derivativa, reduplicación y composición.
La mayoría de los autores solo consideran raíces monosilábicas, pero Baxter y Laurent Sagart también propusieron raíces bisilábicas en las cuales la primera sílaba está acortada, como en el camboyano moderno.

### Préstamos
Durante el periodo del chino antiguo, la civilización china se expandió desde una zona restringida alrededor del cauce inferior del río Wei y el medio del río Amarillo hacia el este por la llanura del Norte de China hasta Shandong y luego al sur hacia el valle del Yangtzé. No existen registros de las lenguas no chinas habladas en estas zonas antes de que la expansión del chino las desplazara. Sin embargo, se cree que estas contribuyeron al vocabulario del chino antiguo, y podrían ser la fuente de muchas de las palabras chinas cuyo origen todavía es desconocido.
Jerry Norman y Mei Tsu-lin han identificado préstamos austroasiáticos tempranos en el chino antiguo, posiblemente de los pueblos de la cuenca del bajo Yangtsé conocidos por los chinos antiguos como los Yue. Por ejemplo, el antiguo nombre chino del Yangtzé, *kroŋ (江 jiāng), que se usaba como la palabra genérica para «río» en el sur de China.
Norman y Mei sugieren que esta palabra es un cognado del vietnamita sông (de *krong) y el mon kruŋ «río».
Haudricourt y Strecker han propuesto varios préstamos de las lenguas hmong-mien. Entre ellos se incluyen términos relativos al cultivo del arroz, que empezó en el cauce medio del río Yangtzé:
- *ʔjaŋ (秧 yāng) «plantón de arroz» del proto hmong-mien *jaŋ
- *luʔ (稻 dào) «arroz sin descascarillar» del proto hmong-mien *mblauA[127]

Se cree que otras palabras fueron tomadas prestadas de idiomas al sur de China, pero no está claro cuál fue su fuente original, por ejemplo
- *zjaŋʔ (象 xiàng) «elefante» puede compararse con el coiŋ, el proto tai *jaŋC y el birmano chaŋ.[128]
- *ke (雞 jī) «pollo» frente al proto tai *kəiB, el proto hmong–mien *kai y el proto proto viet–muong *r-ka.[129]

En la antigüedad la cuenca del Tarim estaba ocupada por hablantes indoeuropeos de lenguas tocarias, la fuente de *mjit (蜜 mì) «miel», del proto tocario *ḿət(ə) (donde *ḿ está palatalizada; cf. con el tocario B mit), cognado del español «miel» y el inglés mead.
Los vecinos septentrionales del chino contribuyeron con palabras como *dok (犢 dú) «ternera» – compárese con el mongol tuɣul y el manchú tuqšan.

### Afijación
Los filólogos del chino desde hace tiempo han observado que hay palabras con pronunciación similar y significados relacionados, y que a veces se escriben usando el mismo carácter.
Henri Maspero atribuyó algunas de estas alteraciones a grupos consonánticos que resultaron de afijos derivativos.
Trabajos posteriores han identificado varios de estos afijos, algunos de los cuales al parecer tienen cognados en otras lenguas sino-tibetanas.
Un caso común es el de «derivación por cambio de tono», en el cual las palabras en el tono de partida parecen derivar de palabras en otros tonos.
Si se acepta la teoría de Haudricourt sobre el origen del tono de partida, estas derivaciones tonales pueden interpretarse como el resultado de un sufijo derivativo *-s.
Como el tibetano tiene sufijos similares, puede interpretarse como una herencia del sino-tibetano.
Algunos ejemplos son:
- *dzjin (盡 jìn) «agotar» y *dzjins (燼 jìn) '«agotado, consumido, ceniza» [139]
- *kit (結 jié) «agotar»  y *kits (髻 jì) «moño»[140]
- *nup (納 nà) «introducir» y *nuts < *nups (內 nèi) «dentro» [141]
- *tjək (織 zhī) «tejer» y *tjəks (織 zhì) «ropa de seda» (compárese con el tibetano ʼthag «tejer» y thags «tejido, ropa»)[142]

Otras alteraciones implican a verbos transitivos con una inicial sorda o verbos de estado o pasivos con una inicial sonora:
- *kens (見 jiàn) «mirar» y *ɡens (現 xiàn) «aparecer»[144]
- *kraw (交 jiāo) «mezclar» y *ɡraw (殽 yáo) «mezclado, confuso»[145]
- *trjaŋ (張 zhāng) «estirar» y *drjaŋ (長 cháng) «largo»[146]

Algunos investigadores sostienen que los verbos transitivos con iniciales sordas son básicos y las iniciales sonoras reflejan a un prefijo nasal que intransitiviza.
Otros sugieren que los verbos transitivos derivan de añadir un prefijo causativo *s- a un verbo de estado, que produce una desonorización a la siguiente inicial sonora.
Los dos prefijos propuestos tienen correspondientes en otras lenguas sino-tibetanas, en algunas de las cuales todavía están en uso.
Several other affixes have been proposed.

### Reduplicación y composición
Los morfemas del chino antiguo originalmente eran monosilábicos, pero durante el periodo Zhou occidental se introdujeron muchas palabras nuevas bisílabas.
Por ejemplo, alrededor del 30% del vocabulario de Mencio es polisilábo, incluyendo un 9% de nombres propios, aunque las palabras monosílabas son más frecuentes, alrededor el 80% del texto.
Muchas palabras, especialmente adjetivos expresivos y los advervios, se formaron por varios tipos de  reduplicación:
- redupicación total, en la cual la sílaba se repite, como en *ʔjuj-ʔjuj (威威 wēiwēi) «alto y grande» y *ljo-ljo (俞俞 yúyú) «feliz y tranquilo»  [154]
- semireduplicación con rima, en la cual solo se repite el final, como en *ʔiwʔ-liwʔ (窈宨 yǎotiǎo) «elegante, hermoso».[155] El inicio de la segúnda sílaba con frecuencia es *l- o *r-.[156]
- semireduplicación aliterativa, en la cual se repite la inicial, como en *tsʰrjum-tsʰrjaj (參差 cēncī) «irregular, desigual».[155]
- con alteración de la vocal, especialmente de la *-e- y la *-o-, como en *tsʰjek-tsʰjok (刺促 qìcù) «ocupado» y *ɡreʔ-ɡroʔ (邂逅 xièhòu) «despreocupado y feliz».[157]

Entre otros morfemas bisílabos se encuentra el famoso *ɡa-lep (蝴蝶 húdié) «mariposa» del Zhuangzi.
Más palabras, especialmente nombres, se formaron por composición, como:
- calificación de un nombre con otro (que se pone delante), como *mok-kʷra (木瓜 mùguā) «membrillo» (literalmente «árbol-melón» y *trjuŋ-njit (中日 zhōngrì) «mediodía» (literalmente como en español «medio-día»).[159]
- compuestos verbo-objeto, como *sjə-mraʔ (司馬 sīmǎ) «mayordomo» (literalmente «manejar-caballo»), y *tsak-tsʰrek (作册 zuòcè) «escriba» (literalmente «hacer-escritos»).[160]

Sin embargo los componentes del compuesto no fundieron los morfemas, por lo que pueden usasrse por separado.
Parte de las sílabas bimorfema aparecieron en el periodo clásico, como resultado de la fusión de palabras con las partículas no acentuadas o pronombres que iban detrás.
Así los negativos *pjut 弗 y *mjut 勿 se consideran la fusión de los negadores *pjə 不 y *mjo 毋, respectivamente, con el pronombre de tercera persona *tjə 之.